# سینما حافظ (شیراز)
سینما حافظ  از سینما‌های شیراز بود که با نام پرسپولیس شروع به کار کرد که بعد از انقلاب اسلامی به سینما حافظ تغییر نام داد. این سینما در ابتدای خیابان سعدی و در فاصله کمی از چهارراه زند واقع شده بود.
این سینما در سال ۱۳۹۳ تعطیل و در سال ۱۳۹۶ ساختمان آن تخریب شد. زمین سینما نیز به پارکینگ تبدیل شده است.